# Fionn Loch (sjö i Storbritannien, lat 57,76, long -5,45)
Fionn Loch är en sjö i Storbritannien.   Den ligger i kommunen Highland och riksdelen Skottland, i den nordvästra delen av landet, 800 km nordväst om huvudstaden London. Fionn Loch ligger 171 meter över havet. Arean är 7,7 kvadratkilometer. Trakten runt Fionn Loch består i huvudsak av gräsmarker. Den sträcker sig 7,7 kilometer i nord-sydlig riktning, och 5,2 kilometer i öst-västlig riktning.